# Sirinopteryx punctifera
Sirinopteryx punctifera är en fjärilsart som beskrevs av Eugen Wehrli 1937. Sirinopteryx punctifera ingår i släktet Sirinopteryx och familjen mätare. Inga underarter finns listade i Catalogue of Life.